# NGC 634
NGC 634 è una galassia a spirale situata nella costellazione del Triangolo, a una distanza di circa 224 milioni di anni luce dalla nostra Via Lattea.

## Scoperta
La galassia è stata scoperta il 26 ottobre 1876 dall'astronomo francese Édouard Stephan.

## Descrizione
NGC 634 ha una classe di luminosità I e presenta una larga riga a 21 cm dell'idrogeno neutro.

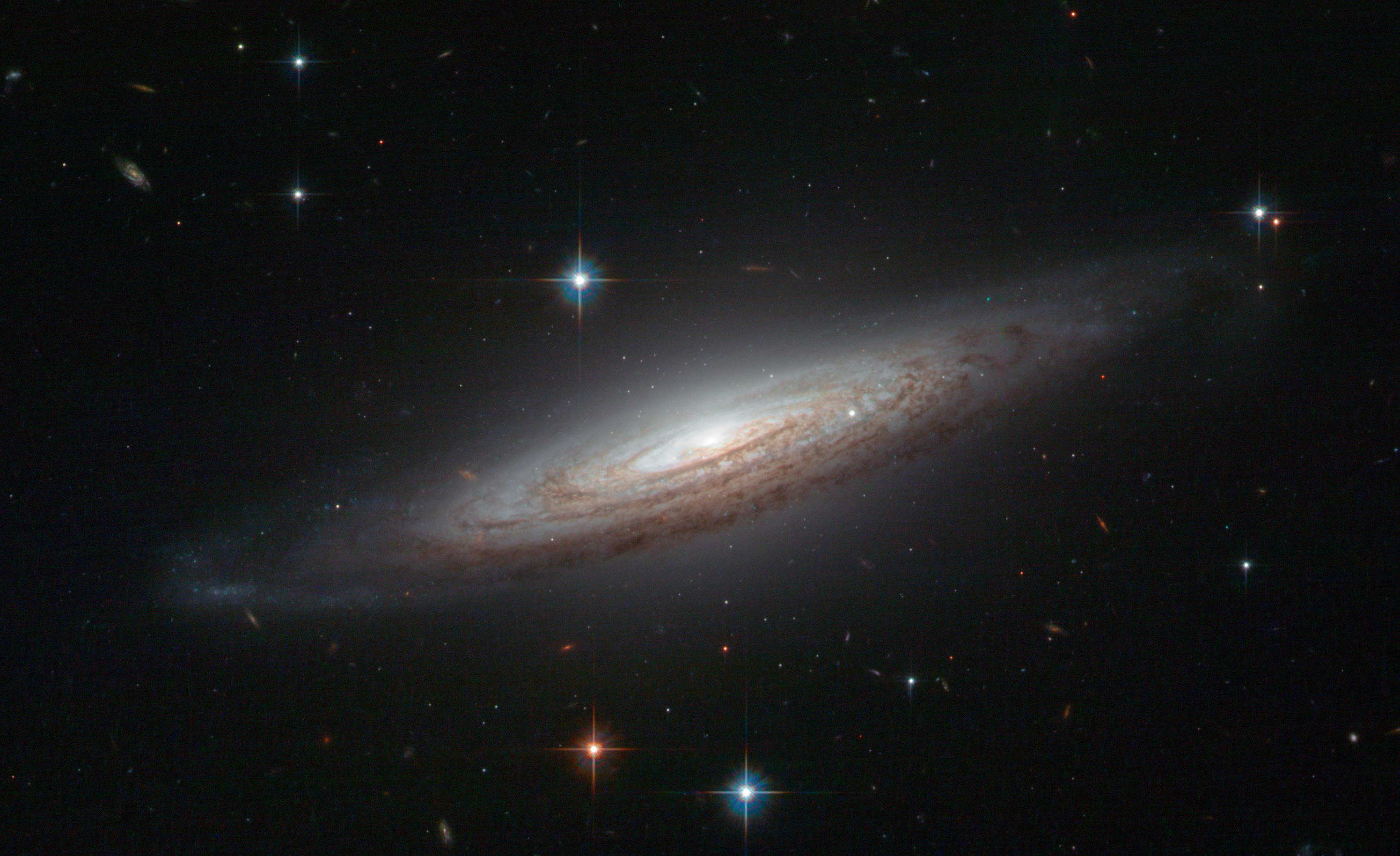
NGC 634 ripresa dall'Advanced Camera for Surveys (ACS) del Telescopio spaziale Hubble.

## Gruppo di NGC 507
NGC 634 fa parte del Gruppo di NGC 507, un vasto raggruppamento che comprende almeno 42 galassie, 21 delle quali figurano nel New General Catalogue (NGC) e 5 nell'Index Catalogue (IC). Quattro membri di questo gruppo sono anche inclusi tra le galassie di Markarian. La galassia più luminosa del gruppo è NGC 507, mentre la più estesa è NGC 536.

## Supernove
Due supernove sono state scoperte in NGC 634: SN 2006Q e SN 2008A.

### SN 2006Q
Questa supernova è stata scoperta il 24 gennaio 2006 da W. Li nel corso del programa congiunto LOSS/KAIT (Lick Observatory Supernova Search dell'Osservatorio Lick e The Katzman Automatic Imaging Telescope dell'Università della California - Berkeley. La supernova è stata classificata di tipo II.

### SN 2008A
Questa supernova è stata scoperta il 2 gennaio 2008 dall'astronomo giapponese Yoshimi Ichimura. La supernova è stata classificata di tipo Ia.